# Élections constituantes de 1946 dans le Cher
Les élections constituantes françaises de 1946 se tiennent le 2 juin. Ce sont les deuxièmes élections constituantes, après le rejet du projet de Constitution française du 19 avril 1946 lors du référendum du 5 mai.

## Mode de scrutin
L'assemblée constituante est composée de 586 sièges pourvus au scrutin proportionnel plurinominal suivant la règle de la plus forte moyenne dans chaque département, sans panachage ni vote préférentiel.
Dans le département de la Cher, quatre députés sont à élire.

## Élus
| Député sortant  | Parti | Parti | Député élu ou réélu | Parti | Parti |
| --------------- | ----- | ----- | ------------------- | ----- | ----- |
| Henri Lozeray   |       | PCF   | Henri Lozeray       |       | PCF   |
| Marcel Cherrier |       | PCF   | Marcel Cherrier     |       | PCF   |
| Lucien Coffin   |       | SFIO  | Lucien Coffin       |       | SFIO  |
| Daniel Boisdon  |       | MRP   | Daniel Boisdon      |       | MRP   |

## Résultats

### Résultats à l'échelle du département
| Parti    | Parti                                          | Tête de liste   | Résultats | Résultats | Sièges |  |
| Parti    | Parti                                          | Tête de liste   | Voix      | %         |        |  |
| -------- | ---------------------------------------------- | --------------- | --------- | --------- | ------ |  |
|          | Parti communiste français                      | Henri Lozeray   | 52 568    | 35,27     | 2      |  |
|          | Mouvement républicain populaire                | Daniel Boisdon  | 45 206    | 30,33     | 1      |  |
|          | Section française de l'Internationale ouvrière | Lucien Coffin   | 28 397    | 19,06     | 1      |  |
|          | Rassemblement des gauches républicaines        | Marcel Plaisant | 22 854    | 15,37     | -      |  |
|          |                                                |                 |           |           |        |  |
| Inscrits | Inscrits                                       | Inscrits        | 187 002   | 100,00    | 4      |  |
| Votants  | Votants                                        | Votants         | 151 155   | 80,83     |        |  |
| Exprimés | Exprimés                                       | Exprimés        | 149 028   | 98,59     |        |  |